# Restes de Cabrianes - Sa Garriga Gran
Les restes de Cabrianes - Sa Garriga Gran és un jaciment prehistòric situat al lloc anomenat Sa Garriga Gran, de la possessió de Cabrianes del municipi de Llucmajor, Mallorca.
Són unes restes prehistòriques molt arrasades i disperses. El jaciment es troba arran de la carretera (Camí de Sa Torre) i a la part elevada del terreny des d'on es té un bon domini visual en totes direccions.